# Anghel Iordănescu
Anghel Iordănescu, född den 4 maj 1950 i Bukarest, är en rumänsk före detta professionell fotbollsspelare och sedermera tränare. Mellan 1971 och 1981 spelade Iordănescu 64 landskamper för det rumänska landslaget. Han är numera förbundskapten för det rumänska herrlandslaget.

## Meriter

### Som spelare
Steaua București
- Divizia A: 1975–76, 1977–78
- Cupa României: 1969–70, 1970–71, 1975–76, 1978–1979
- Europacupen: 1985–86

Rumänien
- Balkancupen: 1977–80

### Som tränare
Steaua București
- Divizia A: 1986–87, 1987–88, 1988–89, 1992–93
- Cupa României: 1986–87, 1988–89
- Europeiska supercupen: 1986

Al-Hilal
- AFC Champions League: 1999–00
- Saudi Crown Prince Cup: 1999–00

Al Ain
- UAE President's Cup: 2001

Al-Ittihad
- AFC Champions League: 2005
- UAFA Cup: 2005